# هامبلتون (ویرجینیای غربی)
هامبلتون(به انگلیسی: Hambleton) شهری در ایالت ویرجینیای غربی کشور ایالات متحده آمریکا است که جمعیت آن در سرشماری سال ۲۰۱۰ میلادی، ۲۳۲ نفر بوده‌است.